# Agência Nacional do Petróleo, Gás Natural e Biocombustíveis
Agência Nacional do Petróleo, Gás Natural e Biocombustíveis (ANP), criada em 1997 pela lei n º 9.478, é o órgão regulador das atividades que integram as indústrias de petróleo e gás natural e de biocombustíveis no Brasil. Suas atividades foram iniciadas em 14 de janeiro de 1998. Vinculada ao Ministério das Minas e Energia é a autarquia federal responsável pela execução da política nacional para o setor.

## Finalidade
- Estabelecer regras por meio de portarias, resoluções e instruções normativas
- Promover licitações e celebrar contratos em nome da União com os concessionários em atividades de exploração, desenvolvimento e produção de petróleo e gás natural, bem como de transporte e estocagem de gás natural
- Zelar pelo cumprimento das normas nas atividades das indústrias reguladas, diretamente ou mediante convênios com outros órgãos públicos

## Como funciona
É conduzida por uma diretoria colegiada,composta de um diretor-geral e quatro diretores com mandatos de quatro anos não coincidentes. Sessões deliberativas da diretoria emitem portarias, resoluções e instruções normativas para as indústrias reguladas e podem resolver pendências entre agentes econômicos e entre esses agentes e os consumidores. Todas as decisões são publicadas na internet. A ANP também realiza audiências públicas antes de tomar qualquer decisão sobre normas que possam afetar direitos.

## Quadro funcional
Em 2011, a ANP possuía um quadro funcional de 784 servidores. Com a realização dos dois concursos, em 2004 e 2008, 634 profissionais aprovados foram incorporados à Agência, 295 dos quais especialistas em geologia, geofísica ou regulação do petróleo e gás natural.
Do quadro funcional da ANP, 28% possuem pós-graduação, entre doutorados, mestrados e especializações. As ações de qualificação profissional da Agência já alcançaram a totalidade do quadro de servidores.

## Banco de Dados
A ANP é também um centro de referência em dados e informações sobre a indústria do petróleo e gás natural: mantém o Banco de Dados de Exploração e Produção (BDEP), promove estudos sobre o potencial petrolífero e o desenvolvimento do setor; recebe e torna públicas as notificações de descobertas; divulga as estatísticas oficiais sobre reservas e produção no Brasil; realiza pesquisas periódicas sobre qualidade dos combustíveis e lubrificantes, e sobre preços na comercialização desses produtos.

## Royalties, participações governamentais e de terceiros
A riqueza do subsolo é propriedade do Estado brasileiro. Por isso, além dos impostos, as empresas que produzem petróleo e gás natural pagam royalties a municípios, a estados e à União(Ministério da Ciência e Tecnologia e Comando da Marinha).
Nos casos de campos de grande produção, as concessionárias devem pagar uma taxa além dos royalties: a participação especial. Os concessionários de campos terrestres pagam, ainda, participação aos proprietários da terra, ato também registrado pela ANP. A Lei no 9.478/1997 define as alíquotas e o Decreto no 2.705/1998 estabelece os critérios para cálculo e cobrança destes valores.
Cabem à ANP o controle e o cálculo da distribuição dos valores de royalties, participação especial e pagamentos por retenção de área. O repasse dos recursos é feito pelo Tesouro Nacional, através do Banco do Brasil.
Os valores dos royalties e participação especial pagos à União, estados e municípios podem ser consultados em Participações Governamentais e de Terceiros.

## Áreas de atuação

### Exploração e produção de petróleo e gás natural
A atuação da ANP começa antes da exploração (pesquisa ou prospecção) e da produção de petróleo e  Gás Natural. A ANP promove estudos geológicos e geofísicos necessários para delimitar as áreas com potencial para produção. A ANP também guarda e organiza os dados técnicos (geológicos, geoquímicos, geofísicos) sobre as bacias sedimentares brasileiras. São os dados que indicam o potencial dessas macroáreas para petróleo e gás natural.
É a Agência que subsidia o Conselho Nacional de Política Energética (CNPE) nas decisões sobre quais áreas serão licitadas para concessão. Com os dados técnicos do pré-sal, a ANP colabora com o Ministério de Minas e Energia na definição das áreas a serem licitadas sob o regime de partilha.
Decididas as áreas, a ANP elabora editais e minutas dos contratos, tanto para concessão quanto para partilha. Promove as licitações para a concessão e para a partilha de produção (esta em áreas do polígono do pré-sal). No caso da concessão, assina os contratos em nome da União e fiscaliza o cumprimento de todas as fases dos contratos, tanto de concessão como de partilha da produção.

### Refino, processamento, transporte e armazenamento de petróleo, gás natural e derivados
A ANP autoriza empresas a construir, operar e ampliar refinarias, instalações de processamento de gás natural, de armazenamento e transporte de petróleo, de derivados e de gás natural, inclusive o liquefeito (GNL). Cabe também à Agência fiscalizar todas essas atividades.
Ainda requerem autorização e fiscalização da ANP a importação e exportação de petróleo, gás natural, biodiesel e etanol; a distribuição de gás natural comprimido e de GNL; e a produção e estocagem de biodiesel e etanol.
A Agência trabalha para atrair investimentos para a expansão da malha de gasodutos e para o aumento da utilização de gás natural (pela Constituição Federal, art. 25, cabe aos estados da Federação a exploração dos serviços locais de distribuição de gás canalizado).
Com a promulgação da lei nº 11.909/2009[ligação inativa], a "Lei do Gás", a ANP recebeu as atribuições de promover as licitações para construção ou ampliação de gasodutos de transporte, e para a operação dos dutos. Fiscalizar os contratos resultantes das licitações; e aprovar as tarifas para o transporte de gás natural também passaram a ser tarefas da ANP.

### Distribuição e comércio
A ANP trabalha com as missões de garantir o abastecimento nacional e proteger o interesse dos consumidores. Nas áreas de distribuição e revenda de combustíveis, a Agência elabora e publica resoluções técnicas e autorizações que pautam a atividade de mais de 90 mil empresas em diferentes segmentos: armazenamento, distribuição e revenda de combustíveis de petróleo, solventes, lubrificantes, asfaltos e GLP, além dos biocombustíveis. São quase 300 distribuidores, 73 mil revendedores (entre postos e revendas de GLP) e mais de mil produtores de biodiesel e lubrificantes.
Com a promulgação da lei 12.490, de 16/9/2011[ligação inativa], a Agência passou a regular toda a cadeia do etanol – produção, movimentação e distribuição. A ANP também controla a movimentação de derivados de petróleo e biodiesel.
Cabe também à ANP estabelecer as especificações técnicas (características físico-químicas) dos derivados de petróleo, gás natural, do etanol e do biodiesel. Todo combustível ou lubrificante comercializado no País é obrigado  a estar conforme essas características.

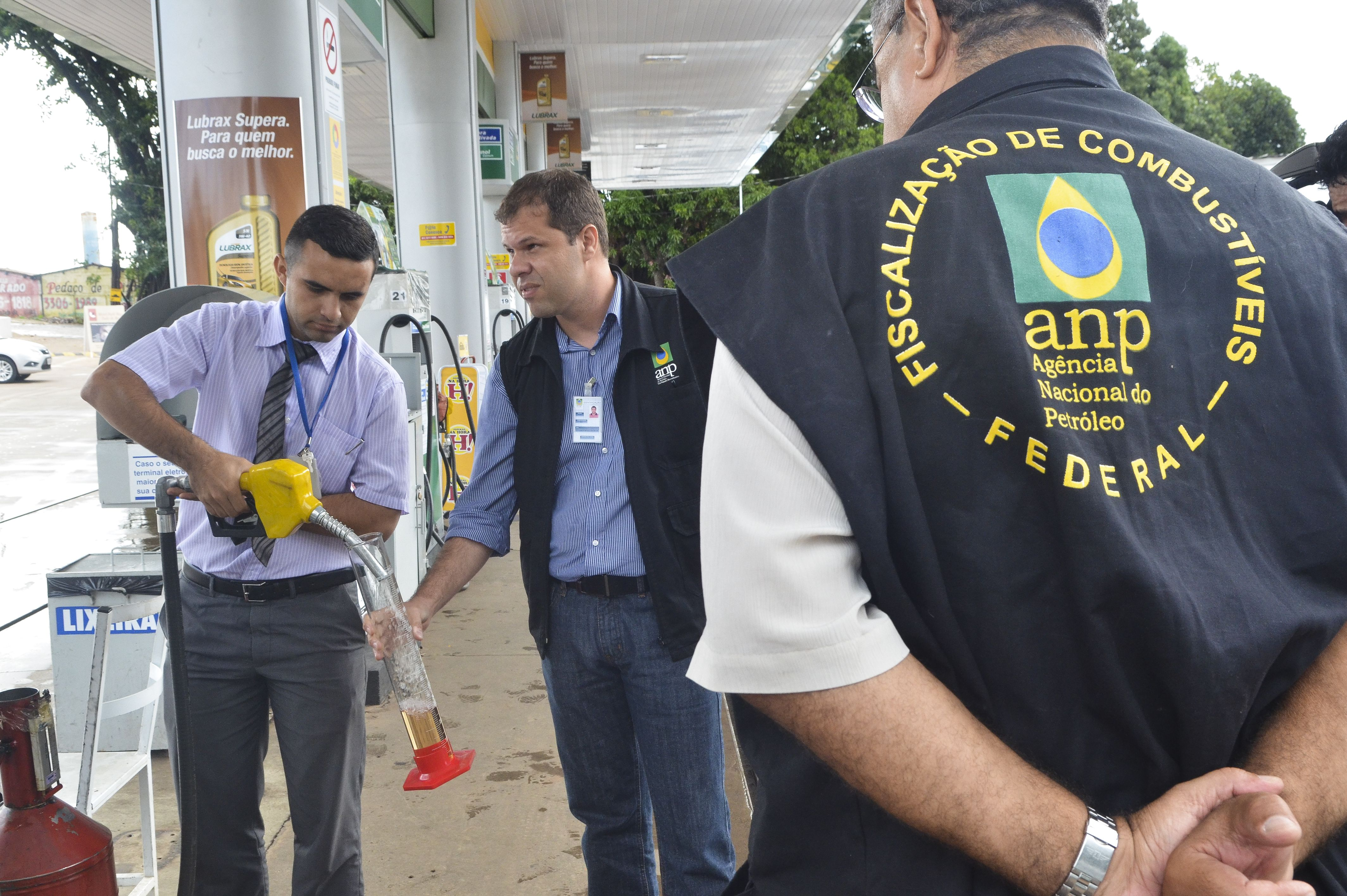
Brasília - Funcionários da Agência Nacional do Petróleo (ANP) fiscalizam posto de combustíveis no Distrito Federal (Jose Cruz/Agência Brasil)

### Monitoramento da qualidade dos combustíveis
Para verificar se os combustíveis à venda no Brasil estão dentro das especificações, a ANP monitora a qualidade dos derivados de petróleo e dos biocombustíveis em pontos de venda. Com mais de uma década de existência, o Programa de Monitoramento da Qualidade dos Combustíveis (PMQC) da ANP promove a coleta mensal de 16 mil amostras de gasolina, etanol e diesel.
As amostras são analisadas por mais de 20 universidades e institutos de pesquisa de todo o país, que atuam sob coordenação da ANP, para detectar focos de não conformidade (irregularidade quanto à composição físico-química fixada pela ANP). Os dados dão base às ações de fiscalização da ANP e são publicados mensalmente (https://www.anp.gov.br/boletinsqualidade).
A ANP fiscaliza e toma medidas para coibir infrações ou irregularidades na comercialização de combustíveis. Para isso, atua em cooperação com a Polícia Federal, com o Ministério Público dos estados e do Distrito Federal, Corpo de Bombeiros, secretarias estaduais de Fazenda e algumas prefeituras de capitais. As ações fiscalizadoras são planejadas com base nas informações dos programas de monitoramento da qualidade e de pesquisa de preços e também a partir das denúncias recebidas de órgãos públicos, consumidores e agentes do setor.

### Fiscalização
Cabe à ANP promover a fiscalização das atividades econômicas integrantes da indústria do petróleo, do gás natural e dos biocombustíveis, bem como aplicar as sanções administrativas e pecuniárias previstas em lei, regulamento ou contrato. A fiscalização pode ser exercida diretamente pela ANP ou mediante convênios com órgãos dos estados, municípios e do Distrito Federal.
A fiscalização abrange o abastecimento nacional de combustíveis e a segurança operacional das atividades de exploração e produção de petróleo e gás natural.

### Fiscalização do abastecimento nacional de combustíveis
No abastecimento nacional de combustíveis a fiscalização abrange as seguintes atividades: produção, importação, exportação, refino, beneficiamento, tratamento, processamento, transporte, transferência, armazenagem, estocagem, distribuição, revenda, comercialização, avaliação de conformidade e certificação do petróleo, gás natural e seus derivados.
Em referência a biocombustíveis a fiscalização inclui as atividades de: produção, importação, exportação, transporte, transferência, armazenagem, estocagem, distribuição, revenda, comercialização, avaliação de conformidade e certificação de biocombustível.
A fiscalização do abastecimento envolve produtos, construção e operação de instalações e equipamentos relativos ao exercício das atividades do abastecimento nacional.

### Fiscalização da segurança operacional
Em mar
A fiscalização verifica o cumprimento dos sistemas de Gerenciamento da Segurança Operacional e de Gerenciamento de Integridade Estrutural. ambos estabelecidos pela ANP e fiscalizados pela Agência em convênio com a Marinha do Brasil. Também o Ibama tem atribuições relacionadas à atividade de E&P offshore.
Quanto às competências legais e práticas referentes às atividades marítimas de exploração e produção de petróleo e gás natural cabe, em resumo:
- À ANP – aprovação e fiscalização das instalações e procedimentos de pesquisa, perfuração, produção, tratamento, armazenamento e movimentação de petróleo e gás natural e processamento dos hidrocarbonetos produzidos
- À Marinha – aprovação e fiscalização das plataformas e embarcações de apoio e plataformas, tanto de perfuração como de produção; manutenção do sistema de monitoramento de embarcações e fornecimento de apoio logístico às atividades de fiscalização.
- Ao Ibama – concessão do licenciamento ambiental para a atividade, assim como a definição de seus condicionantes, incluindo a aprovação do Plano de Emergência Individual, requisito para o licenciamento ambiental, e o controle ambiental e a fiscalização das plataformas e suas unidades de apoio.

Em terra
Em terra, a ANP verifica o cumprimento do Regulamento Técnico do Sistema de Gerenciamento da Integridade estrutural das Instalações Terrestres de Produção de Petróleo e Gás Natural, que contempla medidas e procedimentos de avaliação da integridade mecânica dos equipamentos, à operação segura das instalações e à proteção da vida humana e do meio ambiente.

### Pesquisa de preços
Os preços dos combustíveis são livres no Brasil desde janeiro de 2002. Para orientar o consumidor, a ANP acompanha, por meio de uma pesquisa semanal, a evolução dos preços de gasolina comum, etanol hidratado combustível, óleo diesel não aditivado, gás natural veicular (GNV) e gás liquefeito de petróleo (GLP), cobrados pelas distribuidoras e postos revendedores. Os resultados da pesquisa são publicados semanalmente (http://www.anp.gov.br/precos).
Em caso de constatar indícios de infração contra a ordem econômica, a ANP transmite essa informação aos órgãos do Sistema Brasileiro de Defesa da Concorrência: a Secretaria de Direito Econômico (SDE) do Ministério da Justiça, a Secretaria de Acompanhamento Econômico (Seae) do Ministério da Fazenda e o Conselho Administrativo de Defesa Econômica (Cade), autarquia federal vinculada ao Ministério da Justiça.

### Promoção do desenvolvimento
A ANP contribui para o impulso dos setores regulados com iniciativas para atrair investimentos, para incentivar a pesquisa e o desenvolvimento tecnológico e a capacitação dos recursos humanos da indústria.
Também estimula o crescimento e a consolidação da indústria nacional de materiais, equipamentos, sistemas e serviços voltados para petróleo e gás natural: desde 2003, a Agência exige, nos contratos de concessão de blocos para exploração de petróleo e gás natural, que as empresas adquiram determinada porcentagem de bens e serviços de fornecedores nacionais.
É o chamado conteúdo local, que, desde 2005, também passou a ser um dos critérios para avaliação das propostas das empresas concorrentes nas licitações para concessão.

### Participação da pequena e média empresa
Para incentivar o ingresso de pequenas e médias empresas nas atividades do setor de petróleo e gás natural, desde 2005 a ANP licita áreas inativas com acumulações marginais de óleo e gás. São áreas que já tiveram produção e que ainda contêm petróleo e gás natural.
Estas áreas, que não mais atraem o interesse de grandes companhias, devido aos volumes menores de produto, podem ser muito atrativas para produtores menores porque exigem pequeno investimento e contam com boa infraestrutura. A reativação dessas áreas tem impacto positivo sobre a economia de regiões menos desenvolvidas do Brasil, gera empregos, renda e receita pública para investimentos sociais e em infraestrutura.

### Capacitação profissional
Com uma parcela dos royalties e da participação especial, a ANP mantém seu Programa de Recursos Humanos (PRH-ANP) que, de 1999 a 2010, destinou cerca de R$ 219 milhões na concessão de 5.824 bolsas de estudos em 44 cursos de especialização, em 31 instituições de ensino em 16 estados.
Mais de 3 mil bolsistas de 16 estados se especializaram, dos quais 87% foram contratados por empresas do setor de petróleo e gás natural. Em 2011, o PRH-ANP abrange 45 programas de nível superior, sendo 27 instituições em 16 estados.

### Pesquisa e desenvolvimento
Os contratos de concessão firmados pela ANP incluem cláusula que obriga as empresas de E&P a investirem 1% da receita bruta gerada pelos campos de grande produção (os que pagam participação especial) em projetos e programas de pesquisa e desenvolvimento tecnológico (P&D). Desde 1998, esses recursos já somam R$ 5,2 bilhões. Cabe à ANP fiscalizar o cumprimento da cláusula e credenciar universidades e instituições de pesquisa para que nelas os concessionários invistam pelo menos 50% dos recursos de projetos e programas. Uma parte dos investimentos em P&D está sujeita a autorização prévia da ANP. Entre esses investimentos, está o Prêmio ANP de Inovação Tecnológica, visando reconhecer o esforço de contribuições de pesquisas na área de petróleo, gás natural e biocombustíveis. Em parceria com instituições de ensino superior, a ANP financia pesquisas por meio do Programa de Formação de Recursos Humanos (PRH-ANP), gerido pela Finep em nível de iniciação científica, pós-graduação e pós-doutorado. O PRH-ANP tem por objetivo a formação de mão de obra qualificada para a indústria do petróleo, gás natural, biocombustíveis e áreas correlatas. O programa inclui disciplinas de especialização complementares, bolsas de estudo e taxa de bancada.

### Incentivo às boas práticas da indústria
Cabe à ANP zelar para que as empresas reguladas ponham em prática os procedimentos e técnicas comprovadamente eficazes para segurança das operações, eficiência energética, proteção do meio ambiente e da saúde humana.

### Meio ambiente
A ANP mantém acordos de cooperação com o Ministério do Meio Ambiente, com o Comando da Marinha do Brasil, com universidades e órgãos estaduais para supervisionar  o tratamento das questões ambientais pelos agentes regulados. Para selecionar as áreas a serem incluídas nas rodadas de licitação, a ANP observa as restrições ambientais sustentadas em estudos com o Ibama e órgãos dos estados.
A ANP também colabora com o Ministério do Meio Ambiente, na elaboração de um plano nacional de contingência para vazamentos de óleo, que definirá as competências, os instrumentos e as ações necessárias para contingenciamento de vazamentos de pequenas, médias e grandes proporções.
A ANP participa, ainda, do Programa de Controle da Poluição do Ar por Veículos Automotores (Proconve), com a  elaboração de normas com locais e prazos para a adoção, pela frota brasileira de ônibus e caminhões, de tipos de diesel cada vez menos poluentes. A Agência integra também o grupo de trabalho governamental que elabora o primeiro inventário nacional de emissões para veículos pesados, leves e motociclos, instituído pelo Ministério do Meio Ambiente.

### Segurança operacional
A ANP emite normas, autorizações de funcionamento e fiscaliza a segurança nas unidades de produção, de refino e de processamento de gás natural. Considerado um dos mais modernos do mundo, o regime regulador de segurança operacional marítima brasileira (Resolução ANP nº 43/2007) baseou-se em amplo estudo sobre as normas adotadas em países como os Estados Unidos, Canadá, Noruega, Reino Unido e Austrália, e no aprendizado adquirido em acidentes. As regras orientam a identificação dos perigos e a avaliação dos riscos de cada instalação. A ANP fiscaliza as condições de segurança operacional, principalmente da perfuração e da planta de processo das embarcações. A Agência participa do Fórum Internacional de Reguladores (IRF), em que são discutidos e tratados temas de segurança operacional.

### Biocombustíveis
Em 2005, a ANP teve suas atribuições de regulação ampliadas aos biocombustíveis. A Agência teve papel decisivo na implantação do Programa Nacional de Produção e Uso do Biodiesel, que, em seis anos, permitiu que todo o diesel vendido no País (com exceção do uso hidroviário) passasse a conter 5% de biodiesel puro (mistura denominada B5). A ANP estabelece normas e autoriza o funcionamento das usinas produtoras, fiscaliza a estocagem, autoriza exportação e importação. E, sobretudo, é responsável pela organização dos leilões de compra do produto, por meio dos quais os produtores de diesel derivado de petróleo adquirem o B100 para repassá-lo às várias distribuidoras, que misturam o biodiesel puro ao diesel fóssil.
Até 2010, na área do etanol, a ANP tinha as atribuições de especificar o produto anidro (aquele misturado à gasolina) e o hidratado (usado diretamente como combustível); de fiscalizar a comercialização de ambos; além de monitorar preços e qualidade da gasolina C, resultante da mistura de etanol anidro à gasolina (a lei determina que o teor de etanol adicionado à gasolina pode variar de 18% a 25%).
A partir da promulgação da Lei nº 12.490, de 16/11/2011, a Agência tem também a atribuição de regular (ou seja, emitir normas e fiscalizar) a produção, a importação, a exportação, a comercialização e a estocagem do etanol.

### Centro de relações com o consumidor
Criado em 2000, o Centro de Relações com o Consumidor  – CRC-ANP – tem a função de ser o canal de relacionamento direto da Agência com o público. O atendimento do CRC é feito por de telefone, fax, cartas ou dos formulários Fale conosco. A maioria das manifestações é respondida imediatamente.

## Críticas e controvérsias
Por possuir um papel central no setor do petróleo, considerado estratégico para o desenvolvimento do Brasil, a agência costuma ser foco de críticas. A primeira se origina de sua própria existência. A ANP foi criada pela mesma lei que acabou com o monopólio do petróleo. Há movimentos que defendem a volta do monopólio e consequente extinção da agência. Outras polêmicas se referem à falta de rigor na implantação de políticas relacionadas a segurança e meio ambiente, causada pela pressão por desenvolver rapidamente o pré-sal.

### Corrupção na ANP
Em junho de 2016 foi revelado pelo Estadão Dados e o UOL que o auditor-chefe da ANP é citado no Panama Papers. Antônio Carlos Neves de Mattos aparece como dono de uma offshore (empresa de fachada no exterior) criada pela Mossack Fonseca. Antônio Carlos é servidor cedido à ANP pelo Ministério da Transparência (extinta CGU), trabalhando na agência há mais de 10 anos na auditoria de todos os procedimentos e contas internas, como as licitações de áreas para exploração de petróleo e o pagamento de royalties. O estatuto dos servidores proíbe a participação em gerência ou administração de sociedade privada, personificada ou não personificada e exercer o comércio. A reveleção de que o auditor chefe da ANP está entre os clientes da firma panamenha lança dúvidas sobre a lisura em diversas gestões da agência reguladora, pois embora existam propósitos lícitos na abertura de contas e empresas offshore quando se trata de agentes privados, a finalidade mais comum é a ocultação de recursos oriundos de atividades criminosas como recebimento de propinas e sonegação fiscal, num refinamento aos tradicionais laranjas e testas de ferro. A ANP e a CGU receberam críticas pela lentidão em apurar a denúncia. Antônio Carlos negou ser dono da offshore e continua exercendo normalmente suas funções na ANP, em outubro de 2016.

## Atuação

### Crise nas empresas do grupo X
Em meados de 2013 a OGX, petroleira integrante do grupo EBX do empresário brasileiro Eike Batista, pegou o mercado de surpresa deixando de honrar compromissos junto a credores e investidores, ocasionando forte queda na bolsa de valores e afetando o desempenho das demais empresas do grupo. A empresa entrou com pedido de recuperação judicial em outubro. Em dezembro o Ministério Público Federal (MPF) abriu inquérito civil público para apurar possíveis irregularidades cometidas pela ANP e pela Comissão de Valores Mobiliários (CVM) na fiscalização das atividades da OGX. Embora os órgãos reguladores tivessem informações privilegiadas sobre o desempenho da companhia e a ANP fosse responsável pela aprovação dos planos de desenvolvimento apresentados, a OGX irrigou o mercado com informações otimistas que se mostraram contrárias aos reais resultados de sua campanha exploratória. A ANP e a CVM permaneceram em silêncio diante das projeções infladas divulgadas pela OGX, até a companhia ter revelado a intenção de cessar a produção do campo de Tubarão Azul, que capitaneava as estimativas otimistas, e reconhecido a inviabilidade econômica dos campos de Tubarão Gato, Tubarão Tigre e Tubarão Baleia, revelando que a empresa estava à beira da falência.
Ao mesmo tempo que a OGX irrigava o mercado com informações erradas sobre seu desempenho, a diretora da ANP defendia publicamente a empresa, afirmando em entrevista que gostaria de ter mais Eikes. A declaração foi dada após polêmica envolvendo auto de infração aplicado à OGX por supressão irregular de uma válvula de segurança no poço 9-OGX-26HP-RJS. Contrariando os procedimentos normais da agência, o auto foi anulado, sendo noticiado que os fiscais responsáveis por sua lavratura passaram a ser perseguidos através de transferências à revelia, citação nominal pela assessoria de imprensa do órgão e abertura de múltiplos procedimentos disciplinares por questões não relacionadas após o caso ser levado ao judiciário. A associação de servidores da ANP chegou a protocolar representação contra o superintendente responsável pela anulação do auto. O documento foi engavetado e a entidade teve cortado o acesso ao email institucional, além de perder o acesso ao auditório para realização de assembleias.
No início de outubro Guido Mantega, Ministro da Fazenda, expressou opinião contrária à declaração da diretora da ANP

### Acidente no Campo de Frade
Em novembro de 2011 ocorreu um problema durante a perfuração de um poço no Campo de Frade, operado pela Chevron. O incidente gerou um vazamento de óleo que levou quase um mês para ser contido. A ANP junto com a Marinha do Brasil e IBAMA foram bastante criticados pela forma como lidaram com a situação. Durante quase 10 dias as únicas informações disponíveis foram publicadas pela própria Chevron, que de início tentou atribuir o vazamento a causas naturais e subestimou o volume derramado. Apesar da mancha de óleo já ter sido detectada em 08/11 a ANP só publicou a primeira nota desmentindo a Chevron em 15/11, quando as primeiras imagens da mancha de óleo foram captadas pela NASA e publicadas em blogs, quebrando o silêncio e gerando grande repercussão na mídia tradicional, que até então havia poupado a Chevron.
Diante das críticas a Agência foi obrigada a formar um grupo de acompanhamento junto com a Marinha e o IBAMA, que passou a divulgar atualizações periódicas sobre o vazamento.
Em julho de 2012 a ANP publicou em seu sítio na Internet o relatório com as conclusões de sua investigação,
bastante crítico à conduta da Chevron, e anunciou que no prazo de um mês a Chevron seria multada pelas 25 irregularidades encontradas em no máximo 50 milhões de reais, que é o limite estabelecido pela lei brasileira.

### Chegada da BP ao Brasil
No início de 2010 a BP anunciou um acordo envolvendo a aquisição dos ativos da Devon Energy no Brasil, Azerbaijão e Golfo do México, em troca de 7 bilhões de dólares americanos. No Brasil, os ativos incluem participações em 10 blocos exploratórios localizados nas Bacias de Campos, Camamu-Almada e Parnaíba. Pouco mais de um mês depois, ocorreu a explosão da plataforma Deepwater Horizon, que manchou a reputação da companhia, já posta em questão por uma série de acidentes graves ocorridos nos últimos anos. Apesar dos indícios de que a BP pode não oferecer condições de operar com segurança em águas profundas a transação recebeu o aval da ANP em maio de 2011. Na ocasião o então Diretor da Agência, Haroldo Lima, chegou a afirmar que "A BP tem provado ser uma das melhores empresas em segurança operacional em águas profundas". A afirmação foi alvo de pesadas críticas. Mesmo antes de ser aprovada pela ANP a empresa já mostrava interesse em participar da décima primeira rodada de licitações, prevista para meados de 2012

### Exploração e produção nas proximidades de Abrolhos
Em 2002, durante a Quinta Rodada de Licitações, a Agência Nacional de Petróleo anunciou para leilão 243 blocos em áreas de recifes de corais, bancos de algas, bancos de gramíneas e manguezais na região dos Abrolhos.
A decisão foi alvo de protestos
por parte de ambientalistas e pesquisadores, levando à publicação de estudos demonstrando as consequências negativas que a exploração de petróleo poderia trazer para essa região. O Ministério Público Federal (MPF) chegou a entrar com Ação Civil Pública embargando novas atividades na área, mas a ANP conseguiu derrubar o embargo na justiça no final de 2010.
A partir de então a área ficou desprotegida, já que a portaria que criava uma zona de amortecimento para o Parque Nacional Marinho de Abrolhos também foi considerada inválida. Até agora o governo optou por uma "solução" política. Em vez de definir uma zona de exclusão formal, de forma transparente, ficou decidido por meio das resoluções do Conselho Nacional de Política Energética (CNPE) que a ANP deve consultar o Ibama antes das licitações.
A Agência costuma se eximir da responsabilidade sobre o destino da região apontando o CNPE como a instância competente. Também atribui incorretamente a indicação de uma zona de exclusão de 50 km ao Grupo de Trabalho Interministerial de Atividades de Exploração e Produção de Óleo e Gás (GTPEG). Na realidade a posição do GTPEG é de corroborar a área de exclusão ao petróleo presente na Zona de Amortecimento do PNMAbrolhos criada pela Portaria IBAMA n°39/2006 que acabou anulada. Seus limites são: norte - paralelo 16°S, leste - profundidade de 3500 metros, sul - paralelo 18°54' S, oeste - orla marítima. Essa área de exclusão ao petróleo é maior que os 50 km ao redor do Parque Nacional, que a ANP alega ser posição do GTPEG.

### Relacionamento com a Halliburton
Em 2008 a Associação dos Engenheiros da Petrobrás - AEPET - levantou suspeitas sobre a atuação da Halliburton dentro da ANP, com denúncia encaminhada ao Ministério Público Federal brasileiro. A empresa participaria da gerência das informações contidas no BDEP sem licitação, através de sua subsidiária no Brasil, Landmark Digital and Consulting Solutions. A AEPET também criticou o fato de um dos diretores da Agência, Nelson Narciso, ter sido diretor da Halliburton em Angola, gerando um possível conflito de interesses. Quando computadores contendo informações sigilosas foram roubados de um contêiner utilizado pela Petrobras, houve especulações de que a empresa também poderia estar envolvida. Ao fim das investigações do roubo, a Polícia Federal concluiu que  se tratou de crime comum, descartando a hipótese de espionagem industrial. Nelson Narciso deixou a ANP em meados de 2010, quando seu mandato expirou. A Halliburton continuava participando das atividades
da Agência, no início de 2011.